# 中沼町 (名古屋市)
中沼町（なかぬまちょう）は、愛知県名古屋市西区の地名。丁番を持たない単独町名である。住居表示未実施。

## 地理
名古屋市西区北西部に位置する。東は上橋町、西は清須市、南は長先町、北は浮野町に接する。

## 歴史

### 町名の由来
字中ノ沼に由来する。その名が示す通り、当地は沼地であった。

### 沿革
- 1972年（昭和47年）11月21日 - 西区山田町大字平田の一部により、同区中沼町として成立[1]。
- 1985年（昭和60年）5月7日 - 西区山田町大字平田の一部を編入する[1]。

## 世帯数と人口
2019年（平成31年）2月1日現在の世帯数と人口は以下の通りである。
| 町丁   | 世帯数    | 人口    |
| ------ | --------- | ------- |
| 中沼町 | 1,037世帯 | 1,950人 |

## 学区
市立小・中学校に通う場合、学校等は以下の通りとなる。また、公立高等学校に通う場合の学区は以下の通りとなる。
| 番・番地等 | 小学校               | 中学校               | 高等学校 |
| ---------- | -------------------- | -------------------- | -------- |
| 全域       | 名古屋市立浮野小学校 | 名古屋市立平田中学校 | 尾張学区 |

## 施設
- 名古屋市営平田荘[8]
- 中沼西公園[7]

## その他

### 日本郵便
- 郵便番号 : 452-0845[4]（集配局：名古屋西郵便局[11]）。